# Westheideia minutimala
Westheideia minutimala är en ringmaskart som beskrevs av Wolf 1986. Westheideia minutimala ingår i släktet Westheideia och familjen Dorvilleidae.
Artens utbredningsområde är Mexikanska golfen. Inga underarter finns listade i Catalogue of Life.